# Sant Cristòfol de Llambilles
Sant Cristòfol de Llambilles és una església de Llambilles (Gironès) inclosa a l'Inventari del Patrimoni Arquitectònic de Catalunya.

## Descripció

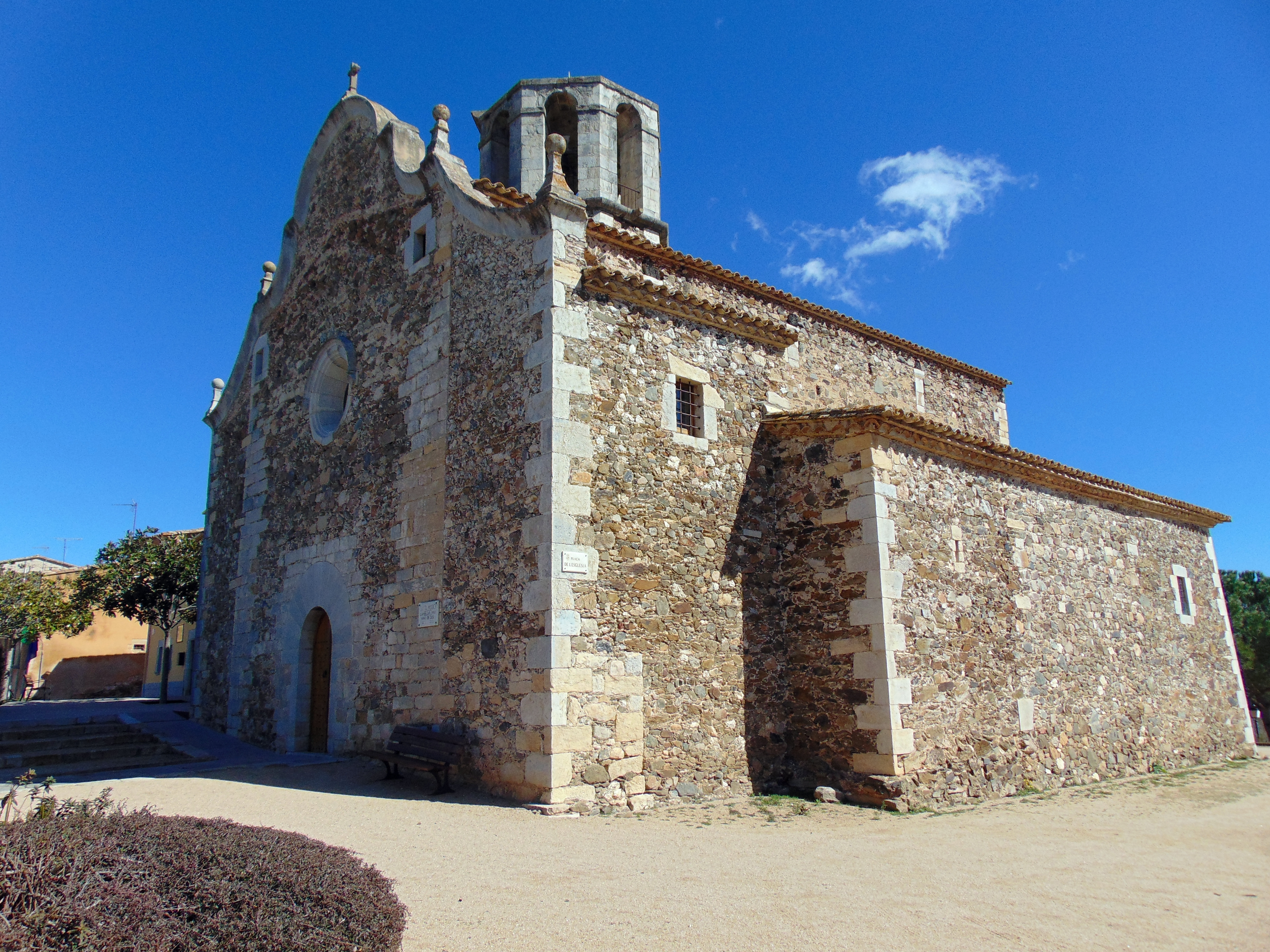

És un edifici de planta rectangular amb la nau central i absis semicircular d'origen romànic. La volta de la nau central és d'estil gòtic molt senzilla, actualment està enguixada i pintada, deixant a la vista els arcs torals fets amb pedra de color gris. També hi ha algunes capelles laterals en una de les quals es llegeix la data de 1699. La coberta és feta amb teules a dues aigües i ràfecs laterals de tres fileres formats per rajols plans i teules girades.
La façana principal és de formes barroques i està arrebossada deixant a la vista els carreus de les cantonades, de les obertures i les dovelles de la porta principal. El campanar presenta un basament quadrangular molt alt, transformant-se en una torre de planta octogonal, per mitjà de quatre trompes. Les obertures de la torre són amb arcs de mig punt.

## Història
Inicialment hi havia una església romànica que fou parcialment aprofitada per a construir l'actual temple sobre part dels seus murs. A l'arc d'una de les capelles laterals es pot veure la data de 1699. També s'hi conserven una pica baptismal datada el 1587, un reliquiari i una creu processional de plata del segle xvi. Segons la tradició popular, la primitiva parròquia del municipi hauria estat l'ermita de Sant Cristòfol del Bosc.